# Totosei
Il Totosei è stato un concorso a premi gestito dall'Amministrazione Autonoma dei Monopoli di Stato (AAMS), le cui modalità di partecipazione e di assegnazione dei premi sono state regolamentate dal decreto 15 giugno 1998 del Ministero dell'Economia e delle Finanze, articoli 35 e seguenti.
Il gioco, ideato dal CONI nell'estate 1996 (che prese spunto da un analogo concorso creato nel Nord Europa, in paesi come Svezia e Danimarca), fu istituito per la prima volta in Italia dopo alcune sperimentazioni venendo poi sospeso a tempo indeterminato dal Ministero dell'Economia e delle Finanze nel 2003.

## Modalità di gioco
Il regolamento in vigore dall'estate del 1996 prevedeva che lo scommettitore dovesse indovinare, su una schedina recante sei incontri, il risultato esatto delle partite indicate marcando per ogni squadra il numero di gol segnati 0, 1, 2 o M in caso di tre o più gol. Il costo di una giocata era di 1.600 lire e oltre alle partite di calcio, sulla schedina vi era la possibilità anche di giocare partite di basket marcando 0 qualora il punteggio finale di una squadra era di 75 punti o inferiore, 1 se andava da 76 a 80 punti, 2 se andava da 81 a 85 punti ed M se andava da 86 a più punti.
Erano previsti premi per gli scommettitori che indovinano fino a un minimo di 4 risultati (la vittoria con 6 risultati è una vincita di 1ª categoria, a seguire le altre fino alla 3ª categoria).
Qualora la vincita di prima categoria (il 6) non veniva assegnata essa veniva aggregata al jackpot, che è il montante formato dalla somma delle vincite di prima categoria non assegnate nei concorsi precedenti.
Tale jackpot è azzerato ogni volta che uno o più scommettitori risultano vincenti con 6 risultati indovinati su 6.
La divisione del montepremi è come segue:
- 40% (più eventuale jackpot) alle vincite di 1ª categoria;
- 30% alle vincite di 2ª categoria;
- 30% alle vincite di 3ª categoria.